# Haplosymploce pica
Haplosymploce pica är en kackerlacksart som först beskrevs av Walker, F. 1868.  Haplosymploce pica ingår i släktet Haplosymploce och familjen småkackerlackor. Inga underarter finns listade i Catalogue of Life.